# Бряста
Бряста (рум. Breasta) — село у повіті Долж в Румунії. Адміністративний центр комуни Бряста.
Село розташоване на відстані 191 км на захід від Бухареста, 10 км на захід від Крайови.

## Населення
За даними перепису населення 2002 року у селі проживали 2187 осіб.
Національний склад населення села:
| Національність | Кількість осіб | Відсоток |
| -------------- | -------------- | -------- |
| румуни         | 2108           | 96,4%    |
| цигани         | 79             | 3,6%     |

Рідною мовою назвали:
| Мова      | Кількість осіб | Відсоток |
| --------- | -------------- | -------- |
| румунська | 2173           | 99,4%    |
| циганська | 14             | 0,6%     |